# Callyna robinsoni
Callyna robinsoni là một loài bướm đêm trong họ Noctuidae.